# Iskallt uppdrag

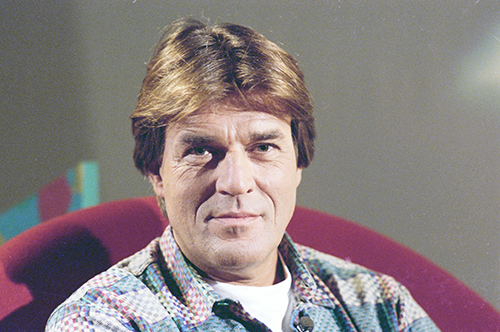
Jeroen Krabbé spelade Koskov.

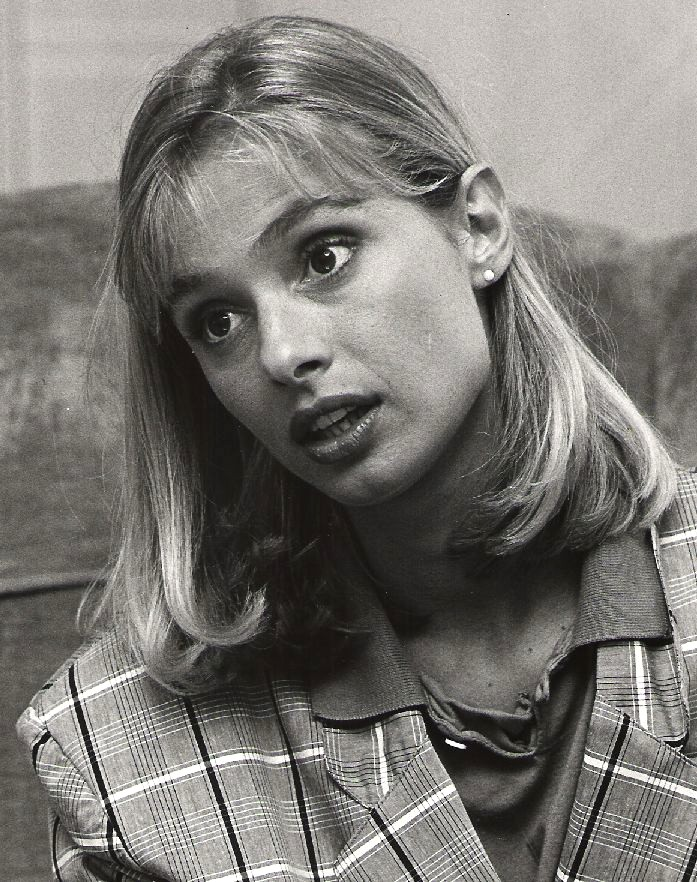
Maryam d'Abo spelade Kara.

Iskallt uppdrag (engelska: The Living Daylights) från 1987 är den 15:e filmen om den hemlige MI6-agenten James Bond producerad av EON Productions. Filmen var den första med Timothy Dalton i huvudrollen och den fjärde Bondfilmen som regisserades av John Glen. Handlingen utspelar sig i bland annat Wien, Marocko och Afghanistan och kretsar kring spioner som hoppar av från östblocket.

## Titeln
Originaltiteln, The Living Daylights, är svår att översätta. Uttrycket ingår vanligen i fraser såsom "knock the living daylights out of someone" ('göra mos av någon') eller "scare the living daylights out of someone" ('skrämma någon från vettet'). 
Titeln kommer från en av novellerna i Flemings postuma samling Octopussy, som på engelska faktiskt fick namnet Octopussy and the Living Daylights trots att samlingen också innehåll en ytterligare novell. På svenska hette novellen Spionen från öst. I den svenska serietidningen James Bond publicerades en serieversion under namnet Knäckt för livet.

## Handling
Under en övning med tre 00-agenter vid Gibraltarklippan dödas flera soldater, och slutligen också en av James Bonds kollegor. Vid liket hittar Bond en lapp med texten Smiert Spionom. 
Bonds nästa uppdrag äger rum i Bratislava, där KGB-generalen Giorgi Koskov tänkt att hoppa av under pausen i en konsert. Han har begärt att Bond ska skydda honom. Bond upptäcker att KGB-prickskytten som ska döda Koskov är orkesterns kvinnliga cellist och låter bli att döda henne. Väl tillbaka i England, debriefas Koskov av MI6. Han påstår då att hans överordnade i KGB, general Leonid Pushkin, återuppväckt KGB:s gamla projekt "Smiert Spionom" (Död åt spioner) som skapades av Lavrentij Berija(KGB-chef) på 30-talet. Innan debriefingen är över lyckas dock lönnmördaren Necros ta sig dit, spränga delar av huset och föra med sig Koskov. För att förhindra flera agenters död och ett upphettat kallt krig mellan Sovjetunionen och Väst, ger Bonds chef, M, honom i uppdrag att åka till Tanger för att döda Pushkin.
Eftersom Bond känner Pushkin sedan tidigare och har svårt att se att han skulle vara skyldig, tar han en omväg till Bratislava för att spåra upp cellisten, Kara Milovy. I samtal med Kara inser Bond att hela avhoppet var fejkat och att hon är Koskovs flickvän. Han övertygar henne om att han är Koskovs vän och får henne att följa med till Wien, där han påstår att de ska träffa Koskov. Han ordnar ett möte med Saunders, från MI6, som spårat en rad ekonomiska affärer mellan Koskov och vapenhandlaren Brad Whitaker. För att ytterligare tvinga Bond att skjuta Pushkin, dödar Necros Saunders och lämnar efter sig en ballong med meddelandet "Smiert Spionom".
Bond och Kara åker genast till Tanger, där Bond konfronterar Pushkin. Pushkin förnekar all kunskap om "Smiert Spionom" och hävdar att Koskov är på rymmen från KGB för att ha svindlat bort pengar från regeringen. Båda inser dock att något okänt är i görningen, och att de inte kommer att få reda på vad förrän Pushkin är död. Därför iscensätter Bond Pushkin ett attentat mot Pushkin. Under tiden kontaktar dock Kara Whitaker, som hon träffat tidigare. Koskov som är hos Whitaker övertygar Kara om att Bond är en KGB-agent som vill döda honom och att de måste fånga honom. Hon förgiftar Bonds drink, men innan han blir medvetslös avslöjar han att det var han som lät bli att döda henne.
Koskov, Necros, Kara och deras fånge flyger till en rysk bas i Afghanistan, där Koskov lurar Kara och fångar henne tillsammans med Bond. Paret lyckas fly, och friger en medfånge, Kamran Shah, som visar sig vara ledare för den lokala motståndsrörelsen, Mujaheddin. Med Shahs hjälp inser Bond och Kara att Koskov använder de ryska pengarna för att köpa en massiv sändning av opium. Vid försäljningen skulle han tjäna tillräckligt med pengar för att kunna langa vapen till ryssarna. För att stoppa honom, lägger Bond en bomb på Koskovs opium-flygplan, men tvingas följa med planet. Kara och Necros lyckas också ta sig ombord. Efter en kamp faller Necros till sin död, och Bond använder bomben för att hjälpa Mujaheddin mot ryssarna.
Bond återvänder till Tanger för att ta hand om Whitaker, varpå Pushkin kan gripa Koskov, och Bond återförenas med Kara.

## Rollista
| Timothy Dalton     | – James Bond             |
| Maryam d'Abo       | – Kara Milovy            |
| Jeroen Krabbé      | – General Georgi Koskov  |
| Joe Don Baker      | – Brad Whitaker          |
| John Rhys-Davies   | – General Leonid Pushkin |
| Art Malik          | – Kamran Shah            |
| Andreas Wisniewski | – Necros                 |
| Thomas Wheatley    | – Saunders               |
| Robert Brown       | – M                      |
| Desmond Llewelyn   | – Q                      |
| Caroline Bliss     | – Miss Moneypenny        |
| John Terry         | – Felix Leiter           |
| Walter Gotell      | – General Anatol Gogol   |

## Produktion

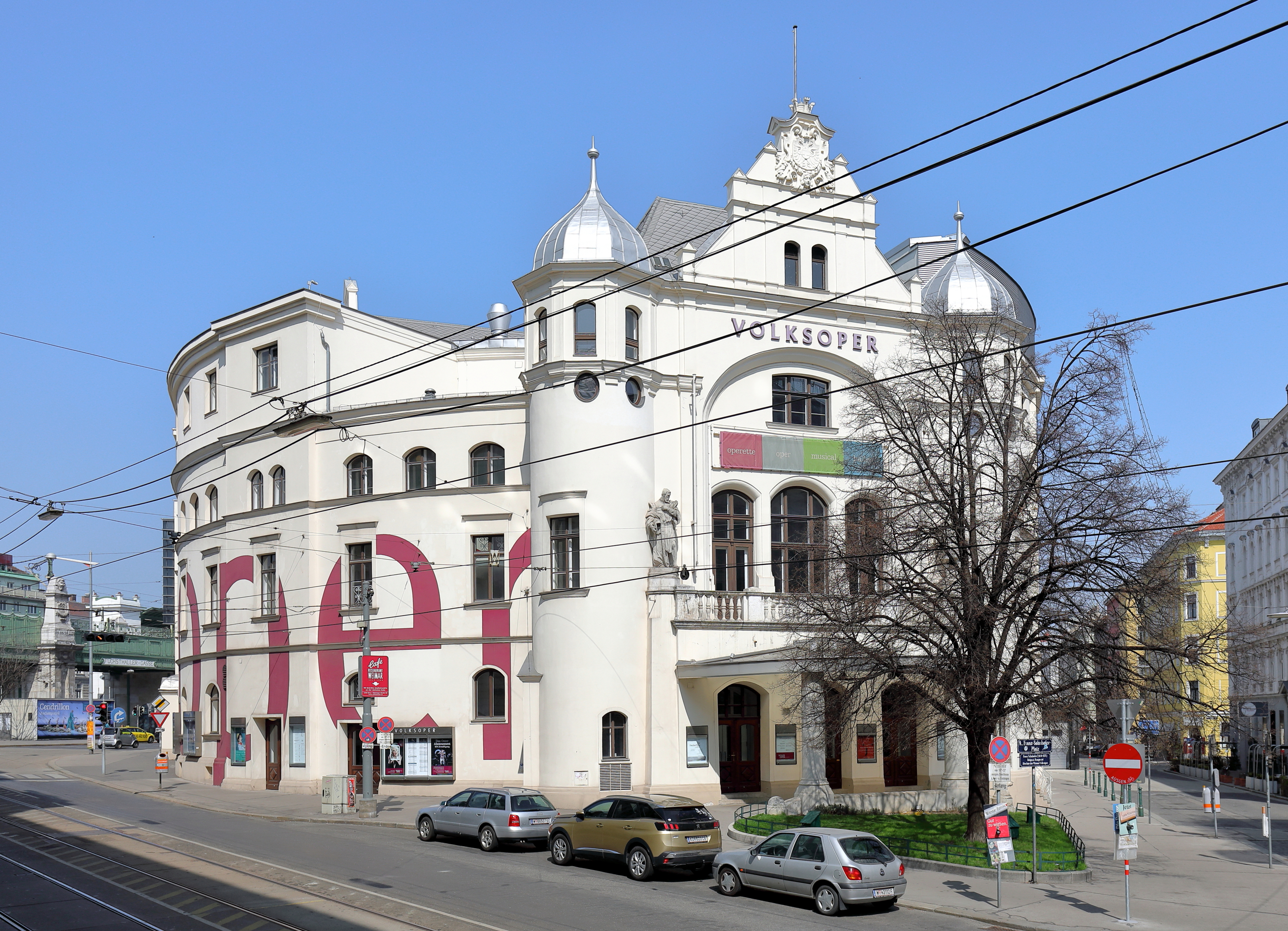
Volksoper i Wien, som i filmen föreställer ett konserthus i Bratislava.

### Förproduktion
I eftertexterna till Levande måltavla annonserades inte, som brukligt, vad nästa film skulle heta.

### Filminspelningen
Inspelningen gjordes på flera platser, främst Wien.
Flera scener spelades som vanligt för Bondfilmerna in på Pinewood studios utanför London, England.

## Efterproduktion
Filmen klipptes av John Grover och Peter Davies.
Förtexterna till filmen filmades av Maurice Binder.

## Musik

### Sånger
Titelmelodin skrevs av Pål Waaktaar och John Barry och framfördes av A-ha. Låten blev en hit i flera länder och singeln nådde #1 på topplistorna i Norge, #3 i Sverige och #5 i Storbritannien.  
Pet Shop Boys spelade också in en demo för filmens ledmotiv men den ratades av producenterna.  

### Soundtrack
1. "The Living Daylights" – a-ha
2. "Necros Attacks"
3. "The Sniper Was a Woman"
4. "Ice Chase"
5. "Kara Meets Bond"
6. "Koskov Escapes"
7. "Where Has Everybody Gone" – The Pretenders
8. "Into Vienna"
9. "Hercules Takes Off"
10. "Mujahadin and Opium"
11. "Inflight Fight"
12. "If There Was a Man" – The Pretenders
13. "Exercise at Gibraltar"
14. "Approaching Kara"
15. "Murder at the Fair"
16. ""Assassin" and Drugged"
17. "Airbase Jailbreak"
18. "Afghanistan Plan"
19. "Air Bond"
20. "Final Confrontation"
21. "Alternate End Titles"

## Mottagande
Iskallt uppdrag drog in motsvarande 191,2 miljoner US-dollar internationellt.

## Om filmen

Den specialutrustade Aston Martin Volante som Q ger Bond i Iskallt uppdrag, här på en James Bond-mässa, 1992.

- Filmen hade svensk premiär 10 juli 1987 på biografen Rigoletto i Stockholm.
- Timothy Dalton var egentligen påtänkt för rollen redan inför Bond-filmen I hennes majestäts hemliga tjänst 1969 men tyckte då att han var för ung. Sam Neill, Tony Hamilton och Pierce Brosnan var några av mängder av skådespelare som provspelade för rollen. Australiensiske Tony Hamilton, vid tidpunkten välkänd i USA som agent i TV-serien Cover up, var i första hand seriöst påtänkt som Bond, men valdes inom kort helt bort av producenterna. Varför Hamilton sorterades bort bekräftades aldrig av riktigt av varken filmbolaget eller Hamilton själv, men enligt mediaspekulationer berodde det på att producenterna plötsligt kom underfund med att Hamilton privat var öppet homosexuell. Då skådespelarens privatliv inte riktigt gick hand i hand med Bonds rykte som kvinnokarl och hjärtekrossare var man rädda för att publiken inte skulle acceptera en homosexuell skådespelare i rollen. Efter detta blev Brosnan erbjuden rollen, och skrev till och med kontrakt, innan producenterna bakom den nerlagda TV-serien Remington Steele plötsligt insåg att de ville göra fler avsnitt med honom i huvudrollen. Det skulle dröja sju år till innan han fick rollen som Bond i Goldeneye. Rollen som Bond gick till slut, efter många olika turer, till Timothy Dalton. Maryam d'Abo fick å andra sidan egentligen bara jobbet att spela mot de manliga skådespelarna som skulle testas för rollen som Bond, men producenterna blev så imponerade att hon fick rollen som Bondbrud.
- Filmen innebar en förändring av figuren Bond efter filmerna med Roger Moore (1973-1985) som i sina Bond-filmer har en betydligt mer humoristisk framtoning. Till exempel skrevs scenen där Bond drog av en kvinna hennes BH, slog en KGB-agent och skulle mörda Pushkin speciellt för Dalton. Scener som skulle ha passat i en Moore-film, bl.a. en där Bond åker flygande matta, klipptes bort men finns numera utgivna som extramaterial på dvd-versionen.
- Bond kör i filmen Aston Martin igen efter att under flera år kört andra märken än det klassiska märket som starkt förknippas med Bond-filmerna.
- De norska popgruppen A-ha har gjort filmens ledmotiv. Sångaren Morten Harket erbjöds en mindre roll i filmen som bov men tackade nej. Det skulle dröja ända till 2006 (Chris Cornell) innan en man framförde ett James Bond-ledmotiv. Musiken i övrigt är komponerad av John Barry - hans sista Bond-soundtrack. Barry medverkar för övrigt i filmen som dirigent i Wien-scenen.
- Egentligen var det tänkt att den KGB-agent som Koskov skulle försöka sätta dit var general Gogol (som medverkat i flera tidigare Bond-filmer), men skådespelaren Walter Gotell var sjuk och orkade inte medverka mer än i en cameo i slutet av filmen. Det blev Gogols sista Bond-film eftersom Walter Gotell dog några år senare.
- Den ryska frasen Smiert Spionom (Död åt spioner) är en referens till SMERSH, den ryska spionorganisationen som James Bond möter i de första Bond-böckerna av Ian Fleming. Den har bara nämnts i en tidigare Bond-film, Agent 007 ser rött.
- Det här var den sista Bond-filmen med en titel från Flemings berättelser tills filmen Casino Royale annonserades.
- Iskallt uppdrag gick inte så bra som man hade hoppats i USA. Men I övriga delar av världen blev filmen en stor succé.

## Serieversion
Iskallt uppdrag blev adapterad 1987 till tecknad serie av Jack Sutter och ritad av Sarompas.